# سوتون (بيدفوردشير)
سوتون (بالإنجليزية: Sutton, Bedfordshire)‏ هي قرية و أبرشية مدنية تقع في المملكة المتحدة في إنجلترا. يقدر عدد سكانها بـ 299 نسمة .